# Johan Falk (filmer)
Johan Falk-filmerna är en samling filmer om Johan Falk, en svensk polis i Göteborg. Totalt har tjugo filmer om Johan Falk producerats mellan åren 1999 och 2015. De första tre filmerna är fristående berättelser avsedda för premiär på biograferna. Från och med den fjärde filmen är handlingen förlagd till GSI - Gruppen för Särskilda Insatser i Göteborg. Dessa har utkommit i tre omgångar, sex filmer i första och andra säsongen samt fem filmer i tredje säsongen (varav en film i första och andra säsongen var avsedd för bio). De första två säsongerna (12 filmer) är baserade på den verkliga infiltratören Peter Rätz liv.
Filmseriens skapare Anders Nilsson uppger i en intervju från hösten 2023 med MovieZine att det finns ytterligare en säsong färdigskriven och att det är finansieringen som avgör om den fjärde säsongen blir verklighet.
Denna fjärde eventuella säsong kommer att utspela sig efter den bokserie på tre böcker som Nilsson skrivit 2023-24.

## Filmserien medJakob Eklund

### Fristående filmer (1999–2003)
Åren 1999, 2001 och 2003 gjordes tre fristående filmer om Johan Falk, gestaltad av Jakob Eklund som i början dejtar poliskollegan Anja (Jacqueline Ramel), men efter att ha räddat livet på Helén (Marie Richardson) istället inleder ett förhållande med henne.
| Nr i serien | Nr i säsongen | Titel              | Regissör       | Manus                          | Premiär                                   |
| --- | ------------- | ------------------ | -------------- | ------------------------------ | ----------------------------------------- |
| # | 101           | "Noll tolerans"    | Anders Nilsson | Anders Nilsson, Joakim Hansson | bio 29 oktober 1999, dvd 21 juni 2000     |
| Johan Falk, före detta kustjägare och specialpolis vid Nationella Insatsstyrkan, tvingas ta lagen i egna händer då han får både sina egna poliskollegor och tungt kriminella emot sig.                                                                                    |               |                    |                |                                |                                           |
| # | 102           | "Livvakterna"      | Anders Nilsson | Anders Nilsson, Joakim Hansson | bio 17 augusti 2001, dvd 20 februari 2002 |
| Johan Falk säger upp sig och tar kontakt med en livvaktsfirma när han inser att polisen inte kan skydda hans gamle barndomsvän som fått problem med en tysk utpressarliga.                                                                                                |               |                    |                |                                |                                           |
| # | 103           | "Den tredje vågen" | Anders Nilsson | Anders Nilsson, Joakim Hansson | bio 15 oktober 2003, dvd 16 juni 2004     |
| Johan Falk blir erbjuden jobb på EU:s egen polismyndighet Europol. Tveksam till vad polisen kan sätta emot den alltmer växande brottsligheten tackar han först nej, bara för att i samma andetag inse att han nu är i konflikt med sin hittills allra farligaste fiende . |               |                    |                |                                |                                           |

### Säsong 1 (2009)
Under 2009 gjordes sex nya långfilmer om Johan Falk, med Eklund respektive Richardsson kvar i sina respektive roller. Fokus lades nu på när Falk återkom från sin tjänst på Europol i Haag i Nederländerna och åter flyttade hem till Göteborg. Där blir han värvad till polisens avdelning GSI (Gruppen för särskilda insatser). I denna omgång tillkom därför bl.a. Mikael Tornving som Falks chef Patrik Agrell och Joel Kinnaman som infiltratören Frank Wagner. Den första filmen gick upp på bio våren 2009 innan den släpptes på dvd. Övriga fem filmer släpptes endast på dvd. Filmerna har ofta visats på TV4.
| Nr i serien | Nr i säsongen | Titel                                              | Regissör             | Manus                          | Premiär                                 |
| ----------- | ------------- | -------------------------------------------------- | -------------------- | ------------------------------ | --------------------------------------- |
| 01          | 201           | "Johan Falk: GSI – Gruppen för särskilda insatser" | Anders Nilsson       | Anders Nilsson, Joakim Hansson | bio 26 juni 2009, dvd 23 september 2009 |
| 02          | 202           | "Johan Falk: Vapenbröder"                          | Anders Nilsson       | Anders Nilsson, Joakim Hansson | dvd 23 september 2009                   |
| 03          | 203           | "Johan Falk: National Target"                      | Richard Holm         | Björn Carlström                | dvd 7 oktober 2009                      |
| 04          | 204           | "Johan Falk: Leo Gaut"                             | Richard Holm         | Fredrik T Olsson               | dvd 7 oktober 2009                      |
| 05          | 205           | "Johan Falk: Operation Näktergal"                  | Daniel Lind Lagerlöf | Stefan Karlsson                | dvd 4 november 2009                     |
| 06          | 206           | "Johan Falk: De fredlösa"                          | Daniel Lind Lagerlöf | Fredrik T Olsson               | dvd 4 november 2009                     |

### Säsong 2 (2012-2013)
I april 2010, cirka ett halvår efter att sista filmen i den första omgången släppts på dvd, meddelade skaparna av Johan Falk-filmerna, regissören Anders Nilsson och producenten Joakim Hanson, att man skulle komma att göra ytterligare sex filmer om Johan Falk. I omgången återkom Jakob Eklund, Joel Kinnaman, Mikael Tornving, Jacqueline Ramel, Marie Richardson och Ruth Vega Fernandez i respektive roller från föregående säsong. 
De sex filmerna spelades in mellan våren 2011 och början av 2012. De fem första filmerna släpptes sedan på dvd med mellan september och november 2012. Den sista filmen i serien, Kodnamn Lisa, gick upp på bio i mars 2013 innan den sedan släpps på dvd i juli samma år.
| Nr i serien | Nr i säsongen | Titel                               | Regissör             | Manus                            | Premiär                            |
| ----------- | ------------- | ----------------------------------- | -------------------- | -------------------------------- | ---------------------------------- |
| 07          | 301           | "Johan Falk: Spelets regler"        | Charlotte Brändström | Tage Åström, Viking Johansson    | dvd 26 september 2012              |
| 08          | 302           | "Johan Falk: De 107 patrioterna"    | Anders Nilsson       | Anders Nilsson, Joakim Hansson   | dvd 10 oktober 2012                |
| 09          | 303           | "Johan Falk: Alla råns moder"       | Anders Nilsson       | Tage Åström                      | dvd 24 oktober 2012                |
| 10          | 304           | "Johan Falk: Organizatsija Karayan" | Richard Holm         | Viking Johansson                 | dvd 7 november 2012                |
| 11          | 305           | "Johan Falk: Barninfiltratören"     | Richard Holm         | Viking Johansson                 | dvd 21 november 2012               |
| 12          | 306           | "Johan Falk: Kodnamn Lisa"          | Charlotte Brändström | Anders Nilsson, Viking Johansson | bio 15 mars 2013, dvd 17 juli 2013 |

### Säsong 3 (2015)
Den tredje säsongen av består av fem filmer som hade premiär under sommaren 2015, och denna gång släpptes filmerna enbart på dvd, Blu-Ray och Video on Demand. Enligt Anders Nilsson och Joakim Hansson, vilka är de två upphovspersonerna till filmserierna om Falk, var denna säsong den sista säsongen som gjordes. Att denna säsong skulle komma att produceras meddelades i samband med att den andra säsongens sista film, Kodnamn: Lisa, hade biopremiär. Inspelningarna skedde under sommaren och hösten 2014.
Denna säsong samproducerades av Nordisk Film, Strix Drama, ZDF, Aspekt Telefilm GMBH och TV4, där bland andra TV4 köpt rättigheterna att sända filmerna på sina TV-kanaler efter dvd-släppen. I huvudrollerna syns Jakob Eklund (Johan Falk), Jens Hultén (Seth Rydell), Meliz Karlge (Sophie Nordh, GSI:s nya chef), Mikael Tornving (Patrik Agrell) och Marie Richardson (Helén Falk). Dessutom återkommer karaktären Pernilla Vasquez, spelad av Alexandra Rapaport, som medverkade i den andra Johan Falk-filmen Livvakterna. Bland de nya personerna i serien syns Seth Rydells nya gängkollega Jack Rolander, spelad av Björn Bengtsson och Rydells flickvän Madeleine Wiik, spelad av Aliette Opheim. Likt tidigare filmer förekommer en rad gästskådespelare i respektive film.
| Nr i serien | Nr i säsongen | Titel                          | Regissör                     | Manus                     | Premiär             |
| ----------- | ------------- | ------------------------------ | ---------------------------- | ------------------------- | ------------------- |
| 13          | 401           | "Johan Falk: Ur askan i elden" | Richard Holm, Anders Nilsson | Viking Johansson          | dvd 29 juni 2015    |
| 14          | 402           | "Johan Falk: Tyst diplomati"   | Peter Lindmark               | Richard Holm, Tage Åström | dvd 13 juli 2015    |
| 15          | 403           | "Johan Falk: Blodsdiamanter"   | Peter Lindmark               | Peter Lindmark            | dvd 27 juli 2015    |
| 16          | 404           | "Johan Falk: Lockdown"         | Richard Holm                 | Richard Holm, Tage Åström | dvd 10 augusti 2015 |
| 17          | 405           | "Johan Falk: Slutet"           | Richard Holm                 | Viking Johansson          | dvd 24 augusti 2015 |